# Спускаем апарат
Спускаемият апарат е космически апарат или част от космически апарат, предназначен за спускане на полезния космически товар от орбита и меко кацане на повърхността на Земята или друго космическо тяло. Основната техническа задача при мекото кацане е намаляването на скоростта на движение на апарата от космическа скорост до на практика нулева скорост. Тази задача се решава по няколко начина, както и чрез комбинация от няколко от тях.

## Спускане с ракетен двигател
За цялостното обезпечаване на спирането на кацането по този начин е необходим такъв запас от гориво, колкото е необходимо при излитането на апарата от повърхността. Поради това този метод се използва изцяло само при кацане върху повърхността на небесно тяло, което няма собствена атмосфера (като Луната). При наличието на атмосфера ракетните двигатели се използват само в началната фаза на спускането – до навлизането на апарата в атмосферата и непосредствено преди кацане за погасяване на остатъчната скорост.

### Аеродинамично спиране
При движението на апарата с голяма скорост в атмосферата възниква аеродинамическа сила на съпротивление на средата, която се използва за неговото спиране. Тъй като при това не се използва гориво, този метод се използва винаги при спускане върху планета, която притежава атмосфера. При аеродинамичното спиране кинетическата енергия на апарата се превръща в топлинна енергия вследствие на триенето. На всеки килограм от теглото на апарата се отделя около 30 мегаджаула топлинна енергия. Тази топлинна енергия в по-голямата си част се отделя в атмосферата с нагретите частици, но голяма част остава върху повърхността на спускаемия апарат. При това тя се нагрява до няколко хиляди градуса. Материалите, от които е изградена специално тази част от спускаемия апарат трябва да бъде устойчива на високи температури и трябва да има изградена топлозащита към вътрешността на апарата. Аеродинамическото спиране се използва за намаляване на скоростта от свръхзвукова до няколкостотин метра за секунда. След това трябва да се използват парашути или да се използва, както при совалката, планиране на спускаемия апарат.

### Балистично кацане
При балистичното спиране векторът, равнодействащ на аеродинамичните сили, е насочен обратно на вектора на скоростта на движение на апарата. Кацането по балистична треактория не изисква управляване и затова се използва при първите космически кораби.
Спускаемите апарати на космическите кораби Восток и Восход са с формата на сфера и център на тежестта, изместен надолу към термозащитеното дъно. При навлизането в атмосферата този апарат автоматично без управление се обръща с дъното към потока и при това космонавтът застава с гръб към натоварването.
Недостатък на този метод е голямата кривина на траекторията и вследствие на това навлизането в плътните слоеве на атмосферата става на голяма скорост, което води до силно аеродинамично нагряване на апарата и до претоварване, което превишава 10G, което е близко до пределно допустимото претоварване за човек.
За да се намали загряването на спускаемия апарат се използва аблационна защита, изразяваща се в специален слой на най-натоварваната топлинно повърхност на апарата, който при нагряването се разрушава и намалява директното нагряване на вътрешните слоеве.

### Планиране
Алтернативата на балистичното кацане е планирането. В този вариант корпусът на апарата е с конична форма и закръглено дъно, при което оста на конуса застава под определен ъгъл спрямо вектора на скоростта на апарата. В резултат на това се получава съставка на аеродинамичната сила, насочена перпендикулярно на вектора на скоростта на апарата, която представлява подемна сила. При този вариант апаратът се снижава по-бавно и траекторията на снижаване е по-хоризонтална и дълга. Участъкът за кацането става по-продължителен по време и разстояние. При това се намалява в пъти натоварването, както и нагряването на апарата в сравнение с балистичното кацане. Това прави кацането по-безопасно и комфортно за космонавтите.

## Спускане с парашути
Този метод се използва ефективно след като скоростта на полета е намалена до няколкостотин метра за секунда и осигурява намаляване на скоростта до почти нула и се осигурява меко кацане на апарата. Това зависи от плътността на атмосферата и при плътна атмосфера действа ефективно, но при разредена атмосфера е необходимо да се вземат допълнителни мерки.
|  | Тази страница частично или изцяло представлява превод на страницата „Спускаемый аппарат“ в Уикипедия на руски. Оригиналният текст, както и този превод, са защитени от Лиценза „Криейтив Комънс – Признание – Споделяне на споделеното“, а за съдържание, създадено преди юни 2009 година – от Лиценза за свободна документация на ГНУ. Прегледайте историята на редакциите на оригиналната страница, както и на преводната страница, за да видите списъка на съавторите. ВАЖНО: Този шаблон се отнася единствено до авторските права върху съдържанието на статията. Добавянето му не отменя изискването да се посочват конкретни източници на твърденията, които да бъдат благонадеждни. |